# Écriennes

Écriennes este o comună în departamentul Marne, Franța. În 2009 avea o populație de 150 de locuitori.